# Рубёжное кладбище
Кладбище «Рубежное» в Самаре построено в 1972 году как городское кладбище. В год на территории производится захоронение более 8 тыс. человек.

## Реконструкция
Кладбище расширялось дважды: в 1995 году — на 20 га, в 2000 году — на 15 га.
Сейчас территория кладбища составляет 92 га.

## Крематорий
В 1990-х годах был разработан проект строительства на территории кладбища крематория. Существовала правительственная программа, по которой был получен отвод земли, а после московская фирма «Мостпроект-3» разработала проект создания крематория. После возведения каркаса крематория до второго этажа работы остановились. Областные власти готовы были включиться в дальнейшую реализацию проекта на паритетных началах, однако тогда городские власти такой вариант не заинтересовал.

## Монументы и мемориалы
- На территории кладбища существует мемориал и аллея с могилами сотрудников ГУВД Самарской области, погибшим во время пожара 10 февраля 1999 в Самаре.
- На территории располагается Часовня имени Александра Невского, посвященная воинам, погибшим в Афганистане.[2]
- На территории расположен Храм в честь Иоанна Кронштадтского.

На территории кладбища похоронены первые секретари тольяттинского горкома партии Александр Краснушкин, Иван Орлов и другие известные жители Самары.